# 防災用品
防災用品（ぼうさいようひん）は、災害時に利用したり、通常の状態に復旧を行う為に使用する用品である。防災用品は、自治体、企業、家庭、個人によって目的が異なるので、内容に違いがある。「防災グッズ」とも呼ばれる。
主な防災用品としては、非常用食料品、調理器具、給水器具、簡易医療具類、灯火類、救助用品などが挙げられる。